# نظام إدارة الصيدلية
نظام إدارة الصيدليات، المعروف أيضًا باسم نظام معلومات الصيدليات، هو نظام يخزن البيانات، ويتيح الوظائف، التي تنظم، وتحافظ على عملية استخدام الأدوية، داخل الصيدليات.
قد تكون هذه الأنظمة تقنية مستقلة لاستخدام الصيدلية فقط، أو في المستشفى، يمكن دمج الصيدليات في نظام إدخال أوامر طبيب الكمبيوتر بالمستشفى الداخلي (CPOE).
تتضمن الإجراءات الضرورية لنظام أساسي وفعال لإدارة الصيدلية: واجهة مستخدم وإدخال البيانات والاحتفاظ بها، وحدود أمان لحماية معلومات صحة المريض. عادةً، تشترى برامج الكمبيوتر الخاصة بالصيدلة، وهي جاهزة أو يجري توفيرها من قبل بائعي الأدوية بالجملة جزءًا من خدمتهم. تُستخدم أنظمة تشغيل برامج الصيدلة المختلفة في العديد من إعدادات ممارسة الصيدلة في جميع أنحاء العالم.

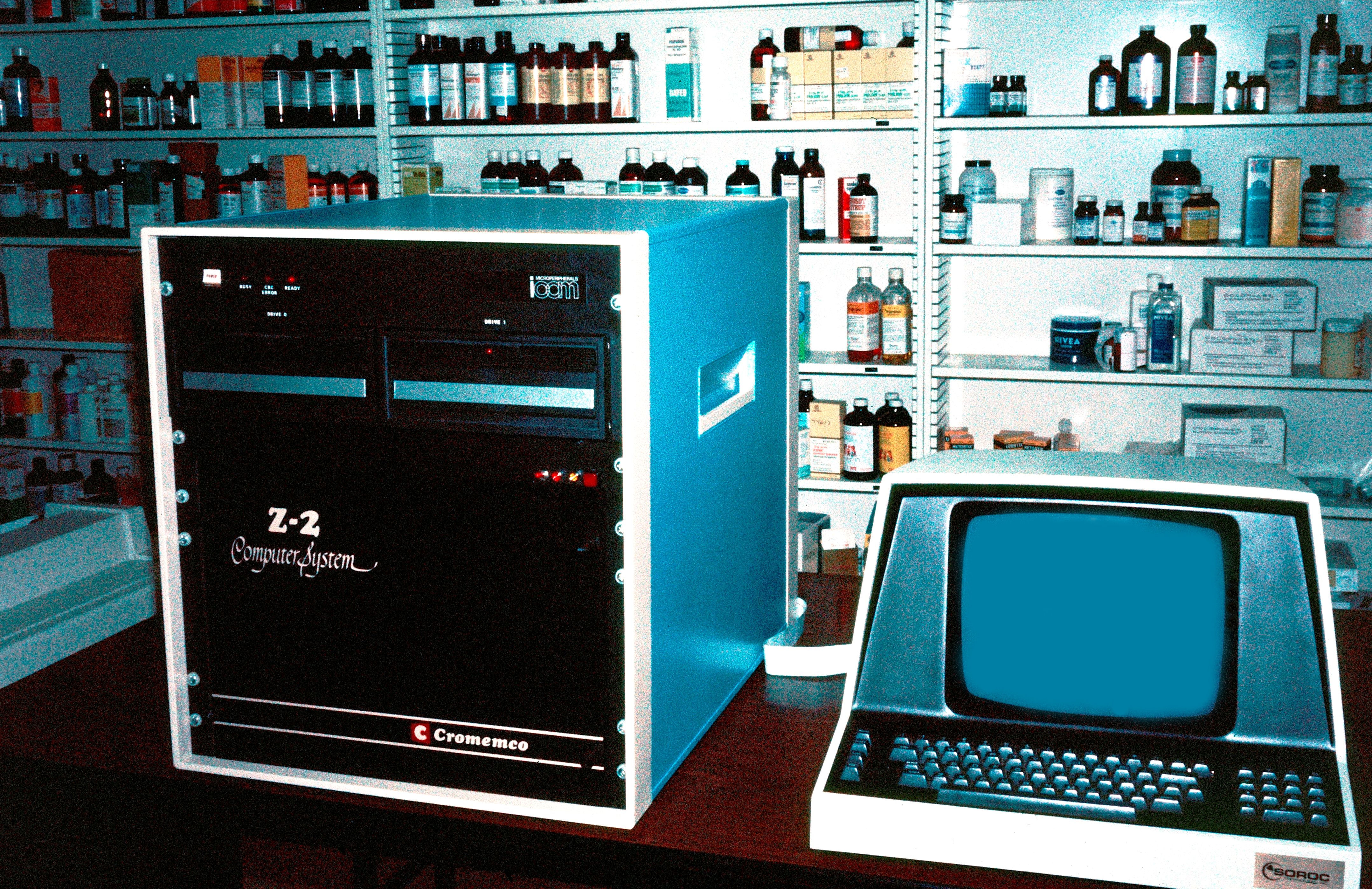
نظام إدارة الصيدلة المبكر من عام 1977

## الغرض
يخدم نظام إدارة الصيدلية العديد من الأغراض، متضمنةً التوزيع الآمن والفعال للأدوية الصيدلانية. في أثناء عملية التوزيع، سيطلب النظام من الصيدلي التحقق من أن الدواء الذي قام بتعبئته هو للمريض الصحيح، ويحتوي على الكمية والجرعة المناسبين، ويعرض معلومات دقيقة على ملصق الوصفة. تقدم أنظمة إدارة الصيدلية المتقدمة دعمًا للقرارات السريرية، ويمكن تهيئتها لتنبيه الصيدلي إلى إجراء التدخلات السريرية، مثل فرصة لتقديم المشورة اللفظية إذا كانت وصفة المريض تتطلب تعليمًا إضافيًا في الصيدلية.
يجب أن تخدم أنظمة إدارة الصيدلة الصيدلاني خلال عملية رعاية مرضى الصيادلة، وهي دورة طورتها اللجنة المشتركة لممارسي الصيدلة (JCPP). توضح العملية الخطوات التي يتخذها الصيادلة لممارسة رعاية ملموسة ومثبتة لمرضاهم.

## عملية رعاية المريض الصيدلاني
تتكون عملية رعاية المرضى الصيدلانية لبرنامج JCPP من خمس خطوات: التجميع، والتقييم، والتخطيط، والتنفيذ، والمتابعة. بنحو مثالي، يساعد نظام إدارة الصيدلية في كل من هذه الممارسات. يجب أن يجمع نظام الصيدلية البيانات عند تناولها، وأن يستمر في تخزين المعلومات وتنظيمها، إذ يتعلم الصيدلي المزيد عن أدوية المريض، وتاريخه، وأهدافه، والعوامل الأخرى التي قد تؤثر في صحته. يجب أن تسمح التكنولوجيا الموجودة في نظام معلومات الصيدلة للصيادلة بتقييم المعلومات التي يجري جمعها لتشكيل خطة وتنفيذ استراتيجيات إبداعية تعالج قضايا المريض. بعد تنفيذ الخطة، يجب على الصيدلي المتابعة روتينيًا مع المريض، وإجراء التعديلات حسب الحاجة؛ لتحقيق المزيد من التقدم.

## الباعة

### بائعي برامج العيادات الخارجية
عادةً، تكون صيدليات العيادات الخارجية صيدليات بيع بالتجزئة، تقدم خدمات رعاية المرضى خارج المستشفيات ومرافق العلاج. تقدم صيدليات العيادات الخارجية، المعروفة أيضًا باسم الصيدليات المجتمعية أو الصيدليات المستقلة، والرعاية من طريق إدارة العلاج الدوائي (MTM) وتثقيف المرضى والخدمات السريرية.

### آر إكس 30
جرى تطوير آر إكس 30 في فلوريدا عام 1980، وهو برنامج متعدد المنصات يوفر عمليات صيدلانية آلية وتكامل البائعين ووظائف مركبة. تشمل الخدمات الأساسية حسابات القبض ونقاط البيع والصيادلة الافتراضية، وهي ميزة تعمل على أتمتة عملية إعادة التعبئة. في 6 أكتوبر 2016، أعلنت آر إكس 30 اندماجها مع كمبيوتر آر إكس.

### بائعي برامج المرضى المقيمين
تعمل صيدليات المرضى داخل المستشفيات، لتوزع الأدوية للمرضى، الذين يتلقون العلاج. يدير صيادلة المرضى صحة المرضى جنبًا إلى جنب مع الأطباء والممرضات، ويجب أن يتكامل نظام إدارة الصيدليات مع الأنظمة المختلفة العاملة في جميع أنحاء المستشفى، للحفاظ على السجلات الطبية أو الصحية الإلكترونية الدقيقة (EMR, HER).

### ملحمة الصفصاف
بدأت إبيك، التي سميت على اسم القصائد الطويلة التي تؤرخ لحياة الأبطال، في عام 1979 من قبل المؤسس جوديث ر. فولكنر. يدير برنامج إبيك حاليًا أكثر من 200 مليون سجل إلكتروني للمريض. يسمح نظام الصفصاف للمرضى المقيمين -عند دمجه مع أنظمة إبيك الأخرى- للصيدليات بالوصول إلى سجلات الإدارة الطبية (MAR)، ويربط جميع جوانب عملية الطلب والتوزيع، لتبسيط التعاون بين جميع الأطراف المشاركة في إدارة رعاية المرضى.

### سيرنر فارمنت (مدير الأدوية)
قدمت شركة سيرنر تكنولوجيا المعلومات الصحية (HIT) للمستشفيات وأنظمة الرعاية الصحية، منذ عام 1979. وتمكن سيرنر فارمنت الصيادلة من آلية عمليات سير العمل ومركز الرعاية حول المريض، وليس اللقاء. يتيح هذا البرنامج للصيادلة والأطباء إدارة الوصفات الطبية والتحقق من الترتيب نفسه من أجل تبسيط إدارة الدواء.